# 小漠街道
小漠街道，是中华人民共和国广东省汕尾市海豐縣下辖的一个乡镇级行政单位。现为深汕合作区一部分，由深圳市管理。原为小漠镇，2019年10月10日撤镇设街道。

## 暴雨天氣

### 2017
2017年颱風苗柏令深汕合作区连降暴雨，其中6月12日8时至16日8时（4日間），小漠镇总降雨量达644.1mm，最大日降雨量出现在6月15日8时至16日8时，达209.4mm。深圳市政府通報「小漠国际物流港积水无法通过现有河道快速排出，加之附近村庄距离海岸线仅1公里，受海水顶托影响，河道行洪缓慢，造成小漠片区迅速形成深度约50厘米的积水。」

### 2020
2020年中國南方水災期間，6月8日00时至22时（22小時內），小漠镇降雨467毫米，是同期間廣東省最嚴重。

## 行政区划
小漠镇下辖以下地区：
旺官社区居民委、旺渔村、东旺村、南香村、元新村、云新村和大澳村。